# Muž, který plakal
Muž, který plakal (v originále The Man Who Cried) je britsko-francouzský hraný film z roku 2000, který režírovala Sally Potter podle vlastního scénáře. Film popisuje osudy mladé židovské dívky, která hledá během druhé světové války svého otce.

## Děj
V roce 1927 v Rusku žije v židovské osadě dívka Fegele se svým otcem a babičkou. Otec odjíždí vydělat peníze do Ameriky. Vesnice je vypálena při pogromu a zachrání se jen dívka a dva chlapci. Dívka je poslána do Anglie k adopci, kde dostane jméno Suzie. Protože umí zpívat, dostane se jako plnoletá se sborem do Paříže. Šetří si, aby se mohla vypravit za svým otcem do Ameriky. Bydlí společně v jednom bytě s tanečnicí Lolou, která je velmi ctižádostivá a seznámí se s italským operním pěvcem Dantem Dominiem, a zajistí jim tak práci v opeře. Zatímco Lola začne žít s Dantem, Suzie se stýká se zpěvákem Cesarem, který je Cikán a žije v kočovném táboře na okraji města. Vypukne druhá světová válka a Německo napadne Francii. Během bitvy o Francii lidé utíkají z Paříže. Po okupaci Paříže Dominio prozradí Němcům, že Suzie má židovský původ. Lola se obává deportace židů a proto opustí Dominia, kterému už nevěří, a koupí Suzie i sobě lístek do Ameriky. Suzie se musí rozloučit s Cesarem, který ji přemluví, aby odjela a našla svého otce. Plují na luxusní zaoceánské lodi, která je však potopena při náletu. Lola zahyne a Suzie je zachráněna. V Americe požádá o azyl a pátrá po osudech svého otce. Dozví se, že je producentem na západním pobřeží. Když jej přijde navštívit, zjistí, že už má jinou rodinu a je v nemocnici z důvodu celkového vyčerpání. Suzie mu zazpívá píseň v jidiš.

## Obsazení
| Christina Ricci     | Suzie         |
| Oleg Yankovsky      | otec          |
| Claudia Lander-Duke | mladá Suzie   |
| Cate Blanchettová   | Lola          |
| Johnny Depp         | Cesar         |
| Harry Dean Stanton  | Felix Perlman |
| John Turturro       | Dante Dominio |

## Ocenění
Sally Potter byla v roce 2000 na Benátském filmovém festivalu nominována na Zlatého lva. Cate Blanchettová získala v roce 2001 National Board of Review Award a v roce 2002 Chlotrudis Award a Florida Film Critics Circle Award. Osvaldo Golijov byl v roce 2001 nominován na World Soundtrack Award.